# Côte de Doullens
De Côte de Doullens is een heuvel bij Doullens in het departement Somme in Frankrijk. 
De helling is vroeger meermaals opgenomen in de wielerklassieker Parijs-Roubaix. Eertijds bestonden zowel de weg door het dorp als de klim van de heuvel uit kasseien. Het deel direct als het dorp wordt uitgegaan is het steilst en loopt tot gehucht Beaurepaire. In totaal heeft de klim een lengte van 2.500 meter. Op de top is er uitzicht over de vlaktes van Artesië. Over de vlakte bovenaan waait vaak de wind die een extra moeilijkheidsgraad vormde, evenals het vals plat.
De helling is geasfalteerd en wordt tegenwoordig niet meer opgenomen in Parijs-Roubaix. Nu ligt er de drukke Route Nationale 25, van Amiens naar Arras.